# 沖縄県道24号線
沖縄県道24号線（おきなわけんどう24ごうせん）は沖縄県中頭郡北谷町字吉原と沖縄市山里とを結ぶ一般県道。

## 概要

### 区間
- 起点・中頭郡北谷町字吉原（国道58号）
- 終点・沖縄市山里（国道330号、もとは沖縄市字島袋だったが住居表示実施で変更された）
- 総延長・4.31km
- 実延長・4.15km

### 通過自治体
- 中頭郡北谷町 - 沖縄市

### 交差する路線
- 国道58号（起点）
- 沖縄県道85号沖縄環状線（沖縄市山内）
- 沖縄自動車道（同・道路下通過のみ）
- 国道330号（終点）

### 主要施設
- 北谷町役場（北谷町桑江・バイパス予定）
- 北谷郵便局

### 路線バス
いずれの路線も琉球バス交通が運行している。
- 21番・具志川新都心線 沖縄市山内→南桃原球陽高校前（那覇発の球陽高校経由のみ）
- 62番・中部線 全区間
- 63番・謝苅線 全区間
- 75番・石川北谷線 沖縄市南桃原球陽高校前 - 山里
- 112番・国体道路線 沖縄市南桃原球陽高校前 - 山里
- 123番・石川空港線 沖縄市南桃原球陽高校前 - 山里
- 263番・謝苅おもろまち線 全区間

このほか、北谷町のコミュニティバス「C-BUS」が北谷町内、沖縄市循環バスが沖縄市内の各区間の一部で乗り入れている。
以前は中部循環線が北谷町桃原団地入口 - 沖縄市山里間を通ったが2003年（平成15年）に廃止された。

## 歴史・概要
- 1953年（昭和28年）に越来村（現沖縄市）胡屋十字路 - 石川市東恩納（現うるま市石川東恩納）を軍道24号線、北谷村謝苅（現北谷町吉原） - 越来村（現沖縄市）島袋を琉球政府道24号線として指定。
- 1972年（昭和47年）の本土復帰と同時に政府道区間の北谷村（現北谷町）吉原 - コザ市島袋（現沖縄市山里）と軍道区間のうち美里村（現沖縄市）コザ十字路 - 石川市東恩納（現うるま市石川東恩納）の区間を県道24号線となった（胡屋十字路 - コザ十字路は国道330号）。
- 1976年（昭和51年）、沖縄市コザ十字路 - 石川市東恩納（現うるま市石川東恩納）の区間が主要地方道沖縄石川線（県道75号）となった。以後県道24号は現区間（旧政府道区間）のみに。
- この路線は沖縄市区間は整備されているが、北谷町区間はカーブが多いため、現在米軍キャンプ桑江跡地にバイパスが計画されている。しかし、バイパス整備予定地に返還予定のない米軍施設が含まれていることで、米軍の許可が得られず、現在事業が一部中断している。[1]